# JK Tallinna Kalev
JK Tallinna Kalev, známý i jako Tallinna Kalev nebo pouze Kalev, je estonský fotbalový klub z Tallinnu. Od sezony 2022 hraje první estonskou ligu, Meistriliigu, kam postoupil po jednom roce ve druhé lize.

## Historie
Tým byl založen jako Jalgpalliselts Meteor v roce 1909 dvěma studenty. Dne 6. června 1909 odehrál Meteor první oficiální fotbalový zápas v Estonsku proti Merkuuru, Meteor utkání vyhrál 4:2. V květnu 1911 se Meteor přidal do Estonské sportovní asociace Kalev, a adoptoval jméno Kalev po postavě estonské mytologie. Ve 20. letech 20. století Kalev spolu s týmy SK Tallinna Sport a Tallinna JK dominoval nově vzniklému estonskému fotbalovému mistrovství, první titul Kalev získal v roce 1923, v týmu tehdy působilo několik hráčů, kteří o rok později reprezentovali Estonsko na Olympijských hrách v Paříži. Druhý titul získali v kontroverzním ročníku 1930. Nikdy to nebylo oficiálně prokázáno, ale široká veřejnost považovala poslední zápas Kalevu za zápas mocně ovlivněný sázkami. Kalev totiž k zisku titulu musel porazit silný tým KS Võitleja Narva osmigólovým rozdílem, což se zdálo vysoce nepravděpodobné, ale Kalev utkání vyhrál 11:0. Võitleja hrála zápas takovým způsobem, že již během zápasu přišla podezření z uplácení.
Po druhé světové válce a okupaci Estonska Sovětským svazem se Kalev připojil do sovětského fotbalového systému, byl zařazen do Centrální zóny druhé ligy. Ve druhé lize se Kalev držel převážně ve druhé polovině tabulky, nejlepším výsledkem bylo sedmé místo v ročníku 1948. Každá sezona byla specifická velkými změnami herního systému druhé sovětské ligy, např. v sezoně 1951 odehrál tallinnský klub 34 utkání, v následující sezoně pouze 13 apod. V sezoně 1954 skončil Kalev na předposledním 11. místě a sestoupil do Šampionátu Estonské SSR, který hned v roce 1955 vyhrál. V roce 1960 se Kalev kvalifikoval do nejvyšší sovětské Vysšaja ligy. V první sezoně skončil na 19. místě z 22, v následujícím ročníku ale Kalev vyhrál pouze jedno utkání ze 32, umístil se na posledním místě a sestoupil. O rok později tým zanikl.
Klub JK Tallinna Kalev byl obnoven 1. září 2002. V roce 2003 suverénně ovládl severní divizi čtvrté estonské ligy, o sezonu později severovýchodní divizi 3. ligy, a v roce 2006 mu stačilo 3. místo v druhé lize k návratu do Meistriliigy. V období od sezony 2006 lze Kalev označit jako tzv. „jojo klub“, jelikož v pravidelných, většinou tříletých, intervalech střídá svá působení v první a druhé lize. V sezoně 2014 zaznamenal v Meistriliize negativní rekord v podobě 146 inkasovaných gólů ve 36 zápasech (průměrně 4,06 inkasovaných gólů na zápas), například útočník Jevgenij Kabajev (pozdější hráč pražských Bohemians) nastřílel v dresu JK Sillamäe Kalev Tallinně Kalev tři hattricky ve čtyřech vzájemných utkáních. V roce 2020 Kalev opět sestoupil do druhé ligy. Hned v následující sezoně byl blízko postupu, o pouhé 2 body utekl přímý postup do Meistriliigy na úkor Maardu Linnameeskond, a v následné baráži s Tartu JK Tammeka prohrál v součtu 0:3. V únoru 2022 ale Maardu zkrachovalo, a prázdné místo v nejvyšší soutěži připadlo Kalevu.

## Umístění v jednotlivých sezonách
Legenda: Z – zápasy, V – výhry, R – remízy, P – porážky, VG – vstřelené góly, OG – obdržené góly, B – body, červené podbarvení – sestup, zelené podbarvení – postup, fialové podbarvení – reorganizace, změna skupiny či soutěže
| Estonská první republika (1921 – 1944)                                  |                                               |                              |                              |                              |                              |                              |                              |                              |                              |                              |
| Sezóna                                                                  | Liga                                          | Úroveň                       | Z                            | V                            | R                            | P                            | VG                           | OG                           | B                            | Pozice                       |
| 1921                                                                    | Mistrovství Estonska                          | 1                            | 2                            | 0                            | 1                            | 1                            | 1                            | 4                            | —                            | 3.                           |
| 1922                                                                    | Mistrovství Estonska                          | 1                            | 2                            | 1                            | 0                            | 1                            | 4                            | 4                            | —                            | 2.                           |
| 1923                                                                    | Mistrovství Estonska                          | 1                            | 2                            | 2                            | 0                            | 0                            | 7                            | 0                            | —                            | 1.                           |
| 1924                                                                    | Mistrovství Estonska                          | 1                            | 5                            | 2                            | 1                            | 2                            | 7                            | 7                            | —                            | 2.                           |
| 1925                                                                    | Mistrovství Estonska                          | 1                            | 5                            | 2                            | 1                            | 2                            | 7                            | 8                            | —                            | 2.                           |
| 1926                                                                    | Mistrovství Estonska                          | 1                            | 2                            | 1                            | 0                            | 1                            | 4                            | 7                            | —                            | 3.                           |
| 1927                                                                    | Mistrovství Estonska                          | 1                            | 2                            | 1                            | 0                            | 1                            | 10                           | 4                            | —                            | 3.                           |
| 1928                                                                    | Klub nepřihlášen do soutěží.                  | Klub nepřihlášen do soutěží. | Klub nepřihlášen do soutěží. | Klub nepřihlášen do soutěží. | Klub nepřihlášen do soutěží. | Klub nepřihlášen do soutěží. | Klub nepřihlášen do soutěží. | Klub nepřihlášen do soutěží. | Klub nepřihlášen do soutěží. | Klub nepřihlášen do soutěží. |
| 1929                                                                    | Mistrovství Estonska                          | 1                            | 5                            | 2                            | 1                            | 2                            | 9                            | 9                            | 5                            | 3.                           |
| 1930                                                                    | Mistrovství Estonska                          | 1                            | 3                            | 2                            | 1                            | 0                            | 13                           | 1                            | 5                            | 1.                           |
| 1931                                                                    | Mistrovství Estonska                          | 1                            | 5                            | 3                            | 1                            | 1                            | 9                            | 2                            | 7                            | 2.                           |
| 1932                                                                    | Mistrovství Estonska                          | 1                            | 10                           | 5                            | 1                            | 4                            | 16                           | 15                           | 11                           | 3.                           |
| 1933                                                                    | Mistrovství Estonska                          | 1                            | 10                           | 4                            | 0                            | 6                            | 15                           | 30                           | 8                            | 4.                           |
| 1934                                                                    | Mistrovství Estonska                          | 1                            | 10                           | 1                            | 1                            | 8                            | 9                            | 35                           | 3                            | 5.                           |
| 1935                                                                    | Mistrovství Estonska                          | 1                            | 7                            | 2                            | 2                            | 3                            | 16                           | 13                           | 6                            | 5.                           |
| 1936                                                                    | Mistrovství Estonska                          | 1                            | 14                           | 7                            | 0                            | 7                            | 28                           | 27                           | 14                           | 5.                           |
| 1937/38                                                                 | Mistrovství Estonska                          | 1                            | 14                           | 8                            | 2                            | 4                            | 43                           | 26                           | 18                           | 3.                           |
| 1938/39                                                                 | Mistrovství Estonska                          | 1                            | 14                           | 5                            | 4                            | 5                            | 27                           | 23                           | 14                           | 5.                           |
| 1939/40                                                                 | Mistrovství Estonska                          | 1                            | 14                           | 5                            | 4                            | 5                            | 18                           | 21                           | 14                           | 5.                           |
| 1941–1944                                                               | Klub nepřihlášen do soutěží.                  | Klub nepřihlášen do soutěží. | Klub nepřihlášen do soutěží. | Klub nepřihlášen do soutěží. | Klub nepřihlášen do soutěží. | Klub nepřihlášen do soutěží. | Klub nepřihlášen do soutěží. | Klub nepřihlášen do soutěží. | Klub nepřihlášen do soutěží. | Klub nepřihlášen do soutěží. |
| Sovětský svaz / Estonská sovětská socialistická republika (1945 – 1991) |                                               |                              |                              |                              |                              |                              |                              |                              |                              |                              |
| Sezóna                                                                  | Liga                                          | Úroveň                       | Z                            | V                            | R                            | P                            | VG                           | OG                           | B                            | Pozice                       |
| 1945–1946                                                               | Klub nepřihlášen do soutěží.                  | Klub nepřihlášen do soutěží. | Klub nepřihlášen do soutěží. | Klub nepřihlášen do soutěží. | Klub nepřihlášen do soutěží. | Klub nepřihlášen do soutěží. | Klub nepřihlášen do soutěží. | Klub nepřihlášen do soutěží. | Klub nepřihlášen do soutěží. | Klub nepřihlášen do soutěží. |
| 1947                                                                    | Vtoraja gruppa – Centrální zóna               | 2                            | 28                           | 7                            | 9                            | 12                           | 30                           | 57                           | 23                           | 11.                          |
| 1948                                                                    | Vtoraja gruppa – Centrální zóna               | 2                            | 28                           | 10                           | 8                            | 10                           | 34                           | 34                           | 28                           | 7.                           |
| 1949                                                                    | Vtoraja gruppa – Zóna Svazových republik      | 2                            | 26                           | 3                            | 8                            | 15                           | 17                           | 41                           | 14                           | 12.                          |
| 1950                                                                    | Klass B                                       | 2                            | 26                           | 3                            | 11                           | 12                           | 25                           | 39                           | 17                           | 12.                          |
| 1951                                                                    | Klass B                                       | 2                            | 34                           | 9                            | 7                            | 18                           | 31                           | 48                           | 25                           | 14.                          |
| 1952                                                                    | Klass B                                       | 2                            | 13                           | 6                            | 2                            | 5                            | 13                           | 21                           | 14                           | 15.                          |
| 1953                                                                    | Klass B                                       | 2                            | 19                           | 5                            | 6                            | 8                            | 11                           | 21                           | 16                           | 20.                          |
| 1954                                                                    | Klass B                                       | 2                            | 22                           | 6                            | 3                            | 13                           | 18                           | 33                           | 15                           | 11.                          |
| 1955                                                                    | Šampionát Estonské SSR                        | 3 / 1                        | 18                           | 13                           | 2                            | 3                            | 43                           | 13                           | 28                           | 1.                           |
| 1956                                                                    | Šampionát Estonské SSR                        | 3 / 1                        | 16                           | 6                            | 3                            | 7                            | 29                           | 31                           | 15                           | 4.                           |
| 1957–1959                                                               | Klub nepřihlášen do soutěží.                  | Klub nepřihlášen do soutěží. | Klub nepřihlášen do soutěží. | Klub nepřihlášen do soutěží. | Klub nepřihlášen do soutěží. | Klub nepřihlášen do soutěží. | Klub nepřihlášen do soutěží. | Klub nepřihlášen do soutěží. | Klub nepřihlášen do soutěží. | Klub nepřihlášen do soutěží. |
| 1960                                                                    | Vysšaja liga                                  | 1                            | 26                           | 2                            | 6                            | 18                           | 21                           | 72                           | 10                           | 19.                          |
| 1961                                                                    | Vysšaja liga                                  | 1                            | 32                           | 1                            | 8                            | 23                           | 25                           | 74                           | 10                           | 22.                          |
| 1962                                                                    | Pervaja liga – Zóna Svazových republik, sk. I | 2                            | 32                           | 10                           | 11                           | 11                           | 35                           | 31                           | 31                           | 9.                           |
| 1963–1991                                                               | Klub nepřihlášen do soutěží.                  | Klub nepřihlášen do soutěží. | Klub nepřihlášen do soutěží. | Klub nepřihlášen do soutěží. | Klub nepřihlášen do soutěží. | Klub nepřihlášen do soutěží. | Klub nepřihlášen do soutěží. | Klub nepřihlášen do soutěží. | Klub nepřihlášen do soutěží. | Klub nepřihlášen do soutěží. |
| Estonsko (1992 – )                                                      |                                               |                              |                              |                              |                              |                              |                              |                              |                              |                              |
| Sezóna                                                                  | Liga                                          | Úroveň                       | Z                            | V                            | R                            | P                            | VG                           | OG                           | B                            | Pozice                       |
| 1992–2002                                                               | Klub nepřihlášen do soutěží.                  | Klub nepřihlášen do soutěží. | Klub nepřihlášen do soutěží. | Klub nepřihlášen do soutěží. | Klub nepřihlášen do soutěží. | Klub nepřihlášen do soutěží. | Klub nepřihlášen do soutěží. | Klub nepřihlášen do soutěží. | Klub nepřihlášen do soutěží. | Klub nepřihlášen do soutěží. |
| 2003                                                                    | III Liiga                                     | 4                            | 18                           | 14                           | 3                            | 1                            | 56                           | 11                           | 45                           | 1.                           |
| 2004                                                                    | II Liiga                                      | 3                            | 28                           | 22                           | 3                            | 3                            | 90                           | 32                           | 69                           | 1.                           |
| 2005                                                                    | Esiliiga                                      | 2                            | 36                           | 18                           | 9                            | 9                            | 85                           | 71                           | 63                           | 4.                           |
| 2006                                                                    | Esiliiga                                      | 2                            | 36                           | 20                           | 6                            | 10                           | 84                           | 63                           | 66                           | 3.                           |
| 2007                                                                    | Meistriliiga                                  | 1                            | 36                           | 13                           | 4                            | 19                           | 44                           | 74                           | 43                           | 6.                           |
| 2008                                                                    | Meistriliiga                                  | 1                            | 36                           | 6                            | 8                            | 22                           | 37                           | 70                           | 26                           | 8.                           |
| 2009                                                                    | Meistriliiga                                  | 1                            | 36                           | 4                            | 4                            | 28                           | 32                           | 89                           | 16                           | 10.                          |
| 2010                                                                    | Esiliiga                                      | 2                            | 36                           | 17                           | 6                            | 13                           | 67                           | 65                           | 53                           | 5.                           |
| 2011                                                                    | Esiliiga                                      | 2                            | 36                           | 21                           | 10                           | 5                            | 102                          | 39                           | 73                           | 1.                           |
| 2012                                                                    | Meistriliiga                                  | 1                            | 36                           | 4                            | 9                            | 23                           | 27                           | 87                           | 21                           | 9.                           |
| 2013                                                                    | Meistriliiga                                  | 1                            | 36                           | 10                           | 4                            | 22                           | 35                           | 77                           | 34                           | 8.                           |
| 2014                                                                    | Meistriliiga                                  | 1                            | 36                           | 3                            | 3                            | 30                           | 21                           | 146                          | 12                           | 10.                          |
| 2015                                                                    | Esiliiga                                      | 2                            | 36                           | 13                           | 7                            | 16                           | 47                           | 59                           | 46                           | 5.                           |
| 2016                                                                    | Esiliiga                                      | 2                            | 36                           | 13                           | 6                            | 17                           | 56                           | 58                           | 45                           | 7.                           |
| 2017                                                                    | Esiliiga                                      | 2                            | 36                           | 24                           | 2                            | 10                           | 95                           | 44                           | 74                           | 2.                           |
| 2018                                                                    | Meistriliiga                                  | 1                            | 36                           | 7                            | 7                            | 22                           | 54                           | 68                           | 28                           | 8.                           |
| 2019                                                                    | Meistriliiga                                  | 1                            | 36                           | 6                            | 6                            | 24                           | 29                           | 89                           | 24                           | 8.                           |
| 2020                                                                    | Meistriliiga                                  | 1                            | 30                           | 5                            | 5                            | 20                           | 20                           | 68                           | 20                           | 10.                          |
| 2021                                                                    | Esiliiga                                      | 2                            | 30                           | 21                           | 8                            | 1                            | 78                           | 32                           | 71                           | 2.                           |
| 2022                                                                    | Meistriliiga                                  | 1                            |                              |                              |                              |                              |                              |                              |                              |                              |

Poznámky
- V letech 1921–1928 hráno jako vyřazovací turnaj.
- Sezona 1952 hrána nejprve v lize po šesti týmech, následně nadstavba.
- Sezona 1953 rozdělena do tří zón, Kalev jako 7. tým druhé zóny v mininadstavbě se sedmými týmy zbylých dvou zón o 19.–21. místo.
- V sezoně 1955 o vítězi rozhodlo finále s druhým v pořadí, Dünamem Tartu.
- Šampionát Estonské SSR byl nejvyšší soutěží na estonském území. Vítěz se přes systém kvalifikací mohl probojovat do celostátních sovětských lig.

## JK Tallinna Kalev U21
JK Tallinna Kalev U21, do roku 2017 JK Tallinna Kalev II, je rezervní tým Kalevu. Oficiálně byl založen v roce 2004, prokazatelně ale existoval i na přelomu 40. a 50. let 20. století, kdy první tým Kalevu působil v sovětských ligách. Rezervní týmy nesmí hrát ve stejné lize jako jejich první tým, Kalev U21 může tedy od sezony 2022 působit nejvýše ve druhé lize.

### Umístění v jednotlivých sezonách
Legenda: Z – zápasy, V – výhry, R – remízy, P – porážky, VG – vstřelené góly, OG – obdržené góly, B – body, červené podbarvení – sestup, zelené podbarvení – postup, fialové podbarvení – reorganizace, změna skupiny či soutěže
| Estonská první republika (1921 – 1944)                                  |                                 |                              |                              |                              |                              |                              |                              |                              |                              |                              |
| Sezóna                                                                  | Liga                            | Úroveň                       | Z                            | V                            | R                            | P                            | VG                           | OG                           | B                            | Pozice                       |
| …                                                                       |                                 |                              |                              |                              |                              |                              |                              |                              |                              |                              |
| Sovětský svaz / Estonská sovětská socialistická republika (1945 – 1991) |                                 |                              |                              |                              |                              |                              |                              |                              |                              |                              |
| Sezóna                                                                  | Liga                            | Úroveň                       | Z                            | V                            | R                            | P                            | VG                           | OG                           | B                            | Pozice                       |
| …                                                                       |                                 |                              |                              |                              |                              |                              |                              |                              |                              |                              |
| 1947                                                                    | Šampionát Estonské SSR          | 3 / 1                        | 8                            | 1                            | 2                            | 5                            | 5                            | 26                           | 4                            | 5.                           |
| 1948                                                                    | Šampionát Estonské SSR          | 3 / 1                        | 14                           | 1                            | 1                            | 12                           | 11                           | 43                           | 3                            | 8.                           |
| …                                                                       |                                 |                              |                              |                              |                              |                              |                              |                              |                              |                              |
| 1952                                                                    | Šampionát Estonské SSR          | 3 / 1                        | 10                           | 6                            | 1                            | 3                            | 30                           | 9                            | 13                           | 7.                           |
| 1953                                                                    | Šampionát Estonské SSR          | 3 / 1                        | 18                           | 11                           | 3                            | 4                            | 54                           | 26                           | 25                           | 3.                           |
| 1954                                                                    | Šampionát Estonské SSR          | 3 / 1                        | 18                           | 5                            | 3                            | 10                           | 20                           | 28                           | 13                           | 9.                           |
| …                                                                       |                                 |                              |                              |                              |                              |                              |                              |                              |                              |                              |
| 1961                                                                    | Šampionát Estonské SSR          | 3 / 1                        | 14                           | 2                            | 2                            | 10                           | 13                           | 30                           | 6                            | 15.                          |
| …                                                                       |                                 |                              |                              |                              |                              |                              |                              |                              |                              |                              |
| 1963–1991                                                               | Klub nepřihlášen do soutěží.    | Klub nepřihlášen do soutěží. | Klub nepřihlášen do soutěží. | Klub nepřihlášen do soutěží. | Klub nepřihlášen do soutěží. | Klub nepřihlášen do soutěží. | Klub nepřihlášen do soutěží. | Klub nepřihlášen do soutěží. | Klub nepřihlášen do soutěží. | Klub nepřihlášen do soutěží. |
| Estonsko (1992 – )                                                      |                                 |                              |                              |                              |                              |                              |                              |                              |                              |                              |
| Sezóna                                                                  | Liga                            | Úroveň                       | Z                            | V                            | R                            | P                            | VG                           | OG                           | B                            | Pozice                       |
| 1992–2003                                                               | Klub nepřihlášen do soutěží.    | Klub nepřihlášen do soutěží. | Klub nepřihlášen do soutěží. | Klub nepřihlášen do soutěží. | Klub nepřihlášen do soutěží. | Klub nepřihlášen do soutěží. | Klub nepřihlášen do soutěží. | Klub nepřihlášen do soutěží. | Klub nepřihlášen do soutěží. | Klub nepřihlášen do soutěží. |
| 2004                                                                    | IV liiga – skupina západ        | 5                            | 18                           | 13                           | 2                            | 3                            | 71                           | 23                           | 41                           | 1.                           |
| 2005                                                                    | III liiga – skupina západ       | 4                            | 22                           | 15                           | 3                            | 4                            | 86                           | 36                           | 48                           | 1.                           |
| 2006                                                                    | II liiga – skupina sever/východ | 3                            | 28                           | 13                           | 3                            | 12                           | 62                           | 70                           | 42                           | 3.                           |
| 2007                                                                    | II liiga – skupina sever/východ | 3                            | 26                           | 11                           | 8                            | 7                            | 57                           | 37                           | 41                           | 6.                           |
| 2008                                                                    | II liiga – skupina sever/východ | 3                            | 26                           | 12                           | 7                            | 7                            | 51                           | 40                           | 43                           | 7.                           |
| 2009                                                                    | II liiga – skupina sever/východ | 3                            | 26                           | 12                           | 4                            | 10                           | 87                           | 68                           | 40                           | 7.                           |
| 2010                                                                    | II liiga – skupina sever/východ | 3                            | 24                           | 8                            | 3                            | 13                           | 37                           | 55                           | 27                           | 9.                           |
| 2011                                                                    | II liiga – skupina sever/východ | 3                            | 26                           | 12                           | 1                            | 13                           | 59                           | 48                           | 37                           | 6.                           |
| 2012                                                                    | II liiga – skupina sever/východ | 3                            | 26                           | 8                            | 7                            | 11                           | 45                           | 49                           | 31                           | 10.                          |
| 2013                                                                    | II liiga – skupina sever/východ | 3                            | 24                           | 13                           | 4                            | 7                            | 65                           | 35                           | 43                           | 4.                           |
| 2014                                                                    | II liiga – skupina jih/západ    | 4                            | 25                           | 20                           | 1                            | 4                            | 77                           | 27                           | 64                           | 1.                           |
| 2015                                                                    | Esiliiga B                      | 3                            | 36                           | 14                           | 8                            | 14                           | 60                           | 55                           | 50                           | 6.                           |
| 2016                                                                    | Esiliiga B                      | 3                            | 36                           | 16                           | 7                            | 13                           | 72                           | 53                           | 55                           | 5.                           |
| 2017                                                                    | Esiliiga B                      | 3                            | 36                           | 19                           | 7                            | 10                           | 71                           | 40                           | 64                           | 2.                           |
| 2018                                                                    | Esiliiga                        | 2                            | 36                           | 10                           | 9                            | 17                           | 37                           | 52                           | 39                           | 8.                           |
| 2019                                                                    | Esiliiga                        | 2                            | 36                           | 8                            | 4                            | 24                           | 38                           | 82                           | 28                           | 9.                           |
| 2020                                                                    | Esiliiga B                      | 3                            | 30                           | 19                           | 1                            | 10                           | 81                           | 59                           | 58                           | 3.                           |
| 2021                                                                    | Esiliiga B                      | 3                            | 32                           | 14                           | 4                            | 14                           | 71                           | 69                           | 46                           | 5.                           |
| 2022                                                                    | Esiliiga B                      | 3                            |                              |                              |                              |                              |                              |                              |                              |                              |

Poznámky
- Šampionát Estonské SSR byl nejvyšší soutěží na estonském území.